# 埃默京根
埃默京根是德国巴登-符腾堡州的一个市镇。总面积7.40平方公里，总人口844人，其中男性435人，女性409人（2011年12月31日），人口密度114人/平方公里。